# Holzminden (kommunfritt område)
Holzminden är ett kommunfritt område i Landkreis Holzminden i förbundslandet Niedersachsen i Tyskland.